# Евпраксия Константинопольская
Евпракси́я Константино́польская (род. в 383 году, Константинополь — † 413, Фиваида) — православная святая, канонизирована в лике преподобных. Преподобная Евпраксия была дочерью константинопольского вельможи Антигона, брата царя Феодосия Великого (379—395).

## Биография
Евпраксия родилась в 383 году в Константинополе. Вскоре после рождения дочери отец Антигон умер. В возрасте семи лет Евпраксия со своей матерью отправились осматривать свои владения в Египте. Во время путешествия обоим приглянулся монастырь в Фиваиде. Монастырь произвел неизгладимое впечатление на мать и Евпраксию, в результате чего они остались в нём. Вскоре мать умерла и Евпраксия приняла решение остаться в монастыре. Евпраксия написала письмо императору, в котором отказалась от брака с сыном сенатора, за которого была засватана пять лет назад. Также в письме она указала раздать всё своё имущество на благо Церкви и малоимущим. Всю свою жизнь Евпраксия провела в монастыре и умерла в возрасте 30 лет.

## Почитание
Евпраксию Константинопольскую и её мать Евпраксию Тавенисскую канонизировали, после чего имя Евпраксия была занесено в церковный именослов. Евпраксию Константинопольскую особо почитали в Киевской Руси. Имя Евпраксии носили киевские княжны. В 2009 году мощи Евпраксии привозили в Киев.